# Змішана порожнина тіла
Змі́шана порожни́на ті́ла або міксоце́ль (маловживаний термін гомоцель) — це тип порожнини тіла у членистоногих, який представлений системою лакунарних або щілиноподібних порожнин між внутрішніми органами, що не має власної клітинної вистилки. Під час ембріонального розвитку в членистногих, як і в кільчастих червів, закладаються парні целомічні мішки, що мають метамерну будову. Пізніше стінки целомічних мішків руйнуються, розпадаючись на окремі клітини, а целомічні порожнини зливаються із залишками первинної порожнини тіла, утворюючи міксоцель. Із мезодермальних клітин стінок целомічних мішків згодом утворюються мускулатура, клітини крові, жирове тіло та інші мезодермальні структури. У міксоцелі циркулює рідина, що зветься гемолімфою. Вона є одночасно і порожнинною рідиною, і кров'ю.